# خوزه وازکوئز (بازیکن فوتبال)
خوزه وازکوئز (اسپانیایی: José Vazquez‎؛ زادهٔ ۷ دسامبر ۱۹۴۰) بازیکن فوتبال اهل آرژانتین است.

## باشگاهی
از باشگاه‌هایی که در آن بازی کرده‌است می‌توان به باشگاه فوتبال راسینگ کلوب آویاندا اشاره کرد.

## تیم ملی
وی همچنین در آرژانتین بازی کرده‌است.